# Rhinatrema
Genre
Rhinatrema est un genre de gymnophiones de la famille des Rhinatrematidae.

## Répartition
Les trois espèces de ce genre se rencontrent dans le nord de l'Amérique du Sud.

## Liste des espèces
Selon Amphibian Species of the World (11 février 2014) :
- Rhinatrema bivittatum (Guérin-Méneville, 1838)
- Rhinatrema ron Wilkinson & Gower, 2010
- Rhinatrema shiv Gower, Wilkinson, Sherratt & Kok, 2010

## Publication originale
- Duméril & Bibron, 1841 : Erpétologie générale ou Histoire naturelle complète des reptiles. vol. 8, p. 1-792 (texte intégral).